# Santa Magdalena de Bonastre
Santa Magdalena de Bonastre és una església de Bonastre (Baix Penedès) inventariada. L'església de la Magdalena de Bonastre és senzilla pel que fa l'estructura formal. Té una sola nau amb capelles comunicades. El creuer es ampli i damunt d'ell apareix la cúpula damunt de petxines. La volta de la nau central és de canó amb llunetes, així com ho és als braços del creuer, sagristia i tram davanter del presbiteri. La porta de l'oest presenta pilastres toscanes, llinda adovellada i frontó triangular amb fornícula al timpà. A l'interior hi ha decoració i d'esgrafiats. L'església va ser restaurada per l'arquitecte J. M. Jujol a l'any 1941 i s'allargà fins 1944. D'especial interès són el sagrari que és una de les millors obres d'en Jujol i també el baptisteri.
El maig de 2017 la imatge de la Mare de Déu del Sagrat, situada al jardí de la parròquia, va aparèixer decapitada a causa d'unes destrosses del dia 21 de maig, dia de la festa major. L'Arquebisbat va denunciar els fets als Mossos d'Esquadra.